# Jan Arciszewski
Jan Arciszewski (ur. 13 marca 1911 w Krakowie, zm. 1996) – polski polityk emigracyjny.

## Życiorys
Był synem polityka Tomasza Arciszewskiego i Aleksandry Haliny Sidorowicz. Uczestniczył w powstaniu warszawskim. Po II wojnie światowej mieszkał w Londynie. Był członkiem Zarządu Studium Polski Podziemnej w Londynie, a w latach 1983–1989 członkiem VII Rady Narodowej RP. 11 listopada 1986 wybrany członkiem Kapituły Orderu Odrodzenia Polski na uchodźstwie.
W 1986 Prezydent RP na Uchodźstwie odznaczył go Krzyżem Kawalerskim Orderu Odrodzenia Polski.